# Jerzy Jambor
Jerzy Emanuel Jambor (ur. 7 maja 1951 roku w Raciborzu) – polski doktor nauk farmaceutycznych, specjalista drugiego stopnia w zakresie zielarstwa, profesor uczelni i wykładowca na Wydziale Nauk o Zdrowiu Akademii Nauk Stosowanych w Koninie.  Autor lub współautor publikacji z zakresu technologii leku roślinnego, fitochemii i fitoterapii, publikacji popularno-naukowych z zakresu zielarstwa i ziołolecznictwa, podręczników oraz 5 patentów z zakresu przetwórstwa zielarskiego, 1 wzoru użytkowego z zakresu ekstrakcji surowców roślinnych. Jedyny Polak będący współautorem pięciotomowego podręcznika Handbuch des Arznei- und Gewürzpflanzenbaus Band 4, Band 5 opracowanego przez międzynarodowy zespół ekspertów z zakresu zielarstwa i ziołolecznictwa.  Współzałożyciel i członek zarządu Polskiego Komitetu Zielarskiego oraz Sekcji Fitoterapii Polskiego Towarzystwa Lekarskiego.

## Życiorys
Jerzy Emanuel Jambor urodził się 7 maja 1951 roku w Raciborzu, w województwie śląskim. Od najmłodszych lat interesował się chemią, sam eksperymentował w domowym laboratorium. W 1958 roku rozpoczął naukę w Szkole Podstawowej w Raciborzu, którą ukończył w 1965 r. Następnie kontynuował naukę w Technikum Chemicznym w Sławięcicach (dziś dzielnica Kędzierzyna-Koźle). Egzamin dojrzałości zdał w 1970 r. Po maturze rozpoczął studia na Wydziale Farmaceutycznym Akademii Medycznej w Łodzi. Od 1973 roku kontynuował naukę na kierunku zielarskim Wydziału Farmaceutycznego Akademii Medycznej w Poznaniu. W 1975 roku uzyskał tytuł zawodowy magistra farmacji na kierunku zielarskim, temat pracy magisterskiej: Próby otrzymania frakcji karotenoidowej z kwiatostanów nagietka lekarskiego, promotor: prof. dr hab. Lutosława Skrzypczak. To farmaceuta, który od początku zainteresował się tą dziedziną, która stała się jego pasją na całe życie. Na etapie pracy magisterskiej i pracy doktorskiej pojawiły się tematy dwóch kwiatów: najpierw nagietka lekarskiego Calendula officinalis, a potem lilii wodnej, czyli grzybienia białego Nymphaea alba. Prowadził badania nad ich składem i pozyskiwaniem zawartych w nich substancji leczniczych.
W 1975 roku rozpoczął pracę w Śląskiej Akademii Medycznej jako asystent w Zakładzie Botaniki i Farmakognozji Wydziału Farmaceutycznego w Sosnowcu. Pod koniec tego samego roku związał się na stałe z Klęką (powiat średzki), obejmując w roku 1976 stanowisko kierownika laboratorium Przemysłowo-Rolnych Zakładów Zielarskich „Herbapol”. Awansował: w 1978 r. został głównym technologiem, w 1983 r. – zastępcą dyrektora do spraw techniczno-produkcyjnych. W roku 1988 uzyskał stopnień naukowy doktora nauk farmaceutycznych, Wydział Farmaceutyczny, Akademia Medyczna im. Karola Marcinkowskiego w Poznaniu, temat rozprawy doktorskiej: Analiza fitochemiczna kwiatów gatunku Nymphaea alba L., promotor: prof. dr hab. Lutosława Skrzypczak. W 1990 roku zakończył specjalizację drugiego stopnia w zakresie zielarstwa pod kierunkiem prof. dr hab. Piotra Goreckiego- Instytut Roślin i Przetworów Zielarskich w Poznaniu, Akademia Medyczna im. Karola Marcinkowskiego w Poznaniu, Akademia Medyczna w Krakowie W 1991r. ukończył studium z zakresu podstaw gospodarki rynkowej, DG Agroprogress InternationalInternational GmbH, Fredeburg / Bonn. W roku 1990 został dyrektorem państwowego przedsiębiorstwa PRZZ " Herbapol" w Klęce , które w 1993 roku przekształcono w spółkę akcyjną. Od 1993 do 2013 roku był Prezesem Zarządu (od 1993 roku Zakłady Zielarskie Herbapol Klęka S.A., a od 2000 roku Phytopharm Klęka S.A.). W latach 1997-2003 był też Prezesem Zarządu Europlant-Phytopharm Sp. z o.o. w Poznaniu. W latach 2013–2021 był Członkiem Rady Nadzorczej Phytopharm Klęka S.A..  
Jest specjalistą, twórcą lub współtwórcą takich preparatów ziołowych jak: Bioaron, Dentosept, Bronchosol, Sylimarol oraz licznych ekstraktów roślinnych przeznaczonych dla przemysłu farmaceutycznego, spożywczego i kosmetycznego. Jerzy Jambor to moderator najważniejszych kierunków rozwoju produktów ziołowych. Dostrzegając potrzebę jednoczenia się przy wspólnych celach, reaktywował w roku 1993 Polski Komitet Zielarski, od 2001 r. do 2021 r. będąc Prezesem Zarządu Głównego PKZ. 
27 listopada 1998 roku wraz z  prof. Jerzym Woy- Wojciechowskim, prof. Jerzym Lutomskim, prof. Janem Hasikiem, prof. Jerzym Alkiewiczem i dr Witoldem Kapczyńskim współtworzył i był członkiem zarządu Sekcji Fitoterapii Polskiego Towarzystwa Lekarskiego . Jest jedynym Polakiem będącym współautorem pięciotomowego podręcznika Handbuch des Arznei- und Gewürzpflanzenbaus, opracowanym przez międzynarodowy zespół ekspertów z zakresu zielarstwa i ziołolecznictwa. Od 2017 r. wykładowca na Wydziale Nauk o Zdrowiu, od roku 2022 profesor uczelni Akademii Nauk Stosowanych w Koninie.

## Życie prywatne
Jego rodzina od kilku pokoleń zamieszkiwała w Raciborzu. Rodzice Eryk i Hildegarda Jambor prowadzili własne gospodarstwo ogrodnicze (zajmowali się uprawą warzyw). Ma jedną siostrę Beatę. Żonaty z Różą Doerffer, ma córkę Joannę i syna Jerzego.

## Działalność naukowo-dydaktyczna
Ważniejsze projekty, opracowania, wdrożenia, patenty:
1) wynalazek pt.: „Sposób wytwarzania koncentratu flawonolignanów z owoców ostropestu plamistego” opatentowany za nr 147215 (12.04.1990), wynalazek umożliwił przemysłową produkcję koncentratu sylimarynowego - substancji aktywnej produktu leczniczego „Sylimarol"
2) opracowanie i wprowadzenie do przemysłu prototypowej instalacji technologicznej „linia ekstrakcji dynamicznej” (1988), projekt umożliwił zastosowanie ekstrakcji dynamicznej do wytwarzania ekstraktów jako substancji aktywnych dla wielu nowych produktów leczniczych
3) opracowanie i wprowadzenie do przemysłu prototypowej instalacji technologicznej: „linia ekstrakcji substancji lipofilnych” (1991), projekt umożliwił produkcję na dużą skalę ekstraktów olejowych dla potrzeb przemysłu kosmetycznego
4) opracowanie, wdrożenie do produkcji i wprowadzenie na rynek farmaceutyczny następujących produktów leczniczych: Sylimarol (1978), Hemorigen (1983), Artecholin (1985), Bioaron i Bioaron C (1990), Dentosept (1987) i Dentosept A (1993), Intractum Melissae (1990), Succus Echinaceae (1990), Tinctura Ginkgo Bilobae (1992), Cravisol (1992), Perfocrat (1992), Enterosol (1993), Mariomigran (1998), Psychotonisol (1998), Panaxan płyn (1999) i kapsułki (2001), Passiflor (1999), Avioplant (2000), Cynacholin (2000), Rheumaphyt (2002), Venotonin (2002), Bronchosol (2003), Klimasol (2005) 
5) opracowanie i wdrożenie do produkcji ekstraktów alkoholowo-wodnych, glikolowych  i olejowych, w tym opracowanie ekstraktów z Avenae Herba i Avenae Fructus dla celów kosmetycznych – projekt „Avenae” (1989)
6) realizacja projektu „Ziołolecznictwo Bonifratrów” - projekt wspólny Konwentu Bonifratrów w Łodzi oraz przedsiębiorstwa Phytopharm w Klęce (1995–2003)
7) opracowanie i wdrożenie do produkcji preparatów ziołowych w formie kapsułek żelatynowych twardych – projekt wspólny przedsiębiorstw: PhytoLab w Vestenbergsgreuth i Phytopharm w Klęce (1997–2002), w ramach tego projektu powstały takie leki jak: Panaxan, Avioplant, Reumaphyt
8) opracowanie i wprowadzenie do przemysłu linii ekstrakcji świeżych ziół – w ramach projektu „Herbafin” (2000–2005), projekt prezentowany na CPhI w Madrycie (2005) oraz na 4. Finzelberg-Symposium w Lahnstein (2007)
9) wdrożenie do produkcji homeopatycznych pranalewek - projekt wspólny realizowany przez przedsiębiorstwa: Heel w Baden-Baden, PhytoLab w Vestenbergsgreuth i Phytopharm w Klęce (2004–2010)

## Odznaczenia
Ważniejsze odznaczenia i nagrody
- 1980: Nagroda Zespołowa Naczelnej Organizacji Technicznej za wybitne osiągnięcia w dziedzinie techniki za „Konstrukcję prototypowej instalacji technologicznej oraz wdrożenie do produkcji i wprowadzenie na rynek leku odtruwającego wątrobę pod nazwą: SYLIMAROL[8]
- 1984: Nagroda Wojewódzka za wybitne osiągnięcia w dziedzinie techniki i przemysłu za wdrożenie do przemysłu nowej technologii leku
- 1985: Nagroda Zespołowa Naczelnej Organizacji Technicznej za wybitne osiągnięcia w dziedzinie techniki za „Opracowanie technologii produkcji środków ochraniających wątrobą na bazie surowców roślinnych – preparat Artecholin
- 1985: Nagroda Ministra Rolnictwa 1. stopnia za pracę pt. „Doświadczalna linia ekstrakcji dynamicznej”[8]
- 2003: Medal „Czasopisma Aptekarskiego” Lider Farmacji i Medycyny[8]
- 2006: Medal „Czasopisma Aptekarskiego” Ambasador Farmacji[8]
- 2007: Odznaczenie Towarzystwa Hipolita Cegielskiego Labor Omnia Vinci[8]
- 2010: Odznaczenie Polskiego Towarzystwa Lekarskiego Zasłużonemu PTL[8]
- 2013: Odznaczenie Saluplanta nadane przez Verein für Arznei- und Gewürzpflanzen w Bernburgu- (pierwsze odznaczenie przyznane Polakowi)[8]
- 2015: Odznaczenie Polskiego Towarzystwa Lekarskiego Bene Meritus[8]
- 2018: Odznaczenie „Czasopisma Aptekarskiego” Europejski Laur Farmacji[8]- (jako 7 odznaczenie w Europie)
- 2022: Medal Ernesta Theodora Amadeusza Hoffmana nadany przez E.T.A. Hoffmann Geselschaft w Bambergu[15]
- 2023: Klucz Sukcesu[16] nadany przez redakcję magazynu „Przemysł Farmaceutyczny” i portalu kierunek farmacja.pl

## Wybrane publikacje
1. 2012: Bastian P, Fal AM, Jambor J, et al. Candelabra Aloe (Aloe  arborescens) in the therapy and prophylaxis of upper respiratory tract infections: traditional use and recent research results, Wiener Medizinische Wochenschrift, 163 (3-4), 73−79,
2. 2012: Fitoterapia chorób układu moczowego, Przegląd Urologiczny, 71 (1), 23-30,
3. 2013: Bastian P., Fal A.M., Jambor J., et al. Candelabra Aloe (Aloe arborescens) in the therapy and prophylaxis of upper respiratory tract infections: traditional use and recent research results, Wiener Medizinische Wochenschrift, 163 (3-4), 73−79,
4. 2013: Co ma wierzba do aspiryny? [17]Przemysł  Farmaceutyczny, 2, 46-49,
5. 2014: Schoenknecht K., Conrad F., Sievers H., Jambor J., Fal A., Anti-viral activity of Biostymina (Aloe arborescens folii recentis  extractum fluidum) against viruses causing upper respireatory tract  infections tested in vitro, Postępy Fitoterapii, 3 (15), 127-136
6. 2014: Recepty Mikołaja Kopernika, Czasopismo Aptekarskie,1 (241), 50-53,
7. 2015: Ziołolecznictwo klasztorne, Biuletyn SFKP, [18]1 (46), 63-71,
8. 2015: Meksyk - kraina kaktusów, Czasopismo Aptekarskie, 6-7 (258-259), 47-50,
9. 2016: Marczyński Z., Fornal M.E., Jambor J., Zgoda M.M., Formulation and profile of  pharmaceutical availability of a model oral solid form of a drug derived from phytochemicals in dry Taraxacum officinale extract, Herba Polonica 4 (62), 66-81,
10. 2016: Marczyński Z., Nowak S., Jambor J., Zgoda M.M., Solubility     and solubilizing capabilities of aqueosus solutions of Extractum Taraxaci e radix cum herba aqu. Siccum     in light of selected values of general Hildebrand-Scatchard-Fedors theory of solubility, Herba Polonica 4(62), 49-65,
11. 2016: Głogowski A., Marczyński Z., Kołodziejczyk M.K., Jambor J., Stefan M.K., Zgoda M.M., Morphological and pharmacokinetic properties of oral solid dietary supplements containibg plant extracts in the light of pharmacopeial requirements, Herba Polonica 3(62), 49-62,
12. 2016: Flora Amazonii. Zapylcowate (Bromeliaceae), Czasopismo Aptekarskie, 10 (274), 44-47,
13. 2018: Żmijowiec szmaragdowy (Echium candicans), Czasopismo Aptekarskie, 10 (298), 40-42,
14. 2019: Ukęśla indyjska (Dillenia indica), Czasopismo Aptekarskie, 2 (302), 42-44
15. 2022: Extrakte aus Frischpflanzen, Zeitschrift fuer Arznei- und Gewuerzpflanzen (Journal of Medicinal and Spice Plants), 26 (3): 127-129

## Książki, artykuły własnego autorstwa lub współautorstwo podręczników
1. 2006: Rośliny lecznicze, od aloesu do żeń-szenia,[19] Warszawa, Wydawnictwo Farmapress.
2. 2012, 2013: Monografie: Baumaloe (Aloe arborescens Mill.), Roter Fingerhut (Digitalis purpurea L.), Gemeiner Loewenzahn (Taraxacum officinale sensu auct. non Wiggers), Gemeiner Stechapfel (Datura stramonium L.), Stockrose (Alcea rosea L. var. nigra hort.), w Bernd Hoppe (Herausgeber), Handbuch des Arznei- und Gewuerzpflanzenbaus Band 3, 4., VfAuG SALUPLANTA e.V., Bernburg.
3. 2013: Egzotyczne rośliny lecznicze cz. 1., album z cyklu „Galeria Farmpress”,  Warszawa, Wydawnictwo Farmapress[20].
4. 2017: Ekstrakcja surowców roślinnych, rozdział 7. w podręczniku dla studentów farmacji Farmacja stosowana - Technologia postaci leków pod redakcją Małgorzaty Sznitowskiej, Warszawa, PZWL[21].
5. 2021: Egzotyczne rośliny lecznicze cz. 2. niezwykłe rośliny tropików[22] - album z cyklu „Galeria Farmpress”, Warszawa, Wydawnictwo Farmapress.
6. 2022: rozdział 6. „Fitoterapia i fitokosmetyka”, rozdział 8. „Receptura kosmetyczna” (współautor) podręcznika „Kosmetologia - wybrane aspekty praktyczne.”, pod redakcją Ewy Janeczek i Bartosza Chmielewskiego, Konin, Wydawnictwo ANS[23].
7. 2022: Przetwórstwo zielarskie, rozdział 3. w podręczniku „Technologia produktów roślinnych - produktów leczniczych, suplementów diety i kosmetyków”[24] pod redakcją Małgorzaty Sznitowskiej i Jerzego Jambora,  Wrocław, Wydawnictwo MedPharm.